# Maride
Nella mitologia greca, Maride (o, secondo altre versioni, Mari) era il nome di un giovane guerriero alleato dei troiani che prese parte alla guerra di Troia, il conflitto scoppiato in seguito al rapimento di Elena, la regina di Sparta, da parte di Paride, principe troiano, suo amante. La vicenda di tale personaggio è raccontata da Omero nell'Iliade.

## Il mito

### Le origini
Omero afferma che Maride era figlio di un certo Amisodaro, personaggio conosciuto per aver tenuto a bada, nutrendola con carni animali, la Chimera, l'orrenda creatura generata da Tifone ed Echidna, che venne infine sconfitta da Bellerofonte. Amisodaro aveva anche un altro figlio, Atimnio, che come il fratello possedeva la rara dote di abile guerriero. L'autore dell'Iliade si sofferma infatti nell'elogiare i due giovani combattenti, entrambi descritti come "gloriosi" e "figli guerrieri".

### La morte in guerra
Allo scoppio della guerra di Troia, Maride partì alla volta della città insieme al fratello, arruolandosi nell'esercito di Sarpedone, un valoroso capitano della Licia alleatosi con i Troiani. Pur parlando bene dei due guerrieri, Omero non si sofferma sugli episodi delle loro gesta, ma li menziona esclusivamente al momento della loro morte.

Il primo ad essere trafitto dal nemico fu Atimnio che cadde sotto la lancia di Antiloco, figlio di Nestore. Acceso di ira alla vista del fratello morto, Maride si scagliò sul suo assassino, parandosi di fronte al cadavere, ma Trasimede, valoroso guerriero acheo fratello di Antiloco, intervenne tempestivamente trapassando con la lancia la spalla del nemico maciullandone muscoli e ossa. Omero descrive in modo raccapricciante e allo stesso tempo in modo realistico l'episodio:
(Omero, Iliade, libro XVI, versi 321-324. Traduzione di Rosa Calzecchi Onesti.)
Il corpo di Maride cadde su quello del fratello, mentre la sua armatura rimbombò fragorosamente a contatto col suolo.

## Interpretazione dell'episodio
L'autore dell'Iliade mette in evidenza il fatto che i due valorosi fratelli scesero insieme nell'Ade ad opera di un'altra coppia di fratelli, per puro volere del Destino.

### Fonti
- Omero, Iliade, libro XVI, versi 317-329.

### Traduzione delle fonti
- Omero, Iliade, seconda edizione, Torino, Einaudi, 1990, ISBN 978-88-06-17694-5. Traduzione di Rosa Calzecchi Onesti
- Vincenzo Monti, Iliade di Omero, nona edizione, Aroldo Mondadori, 2007, ISBN 978-88-04-53902-5. Traduzione di Manara Valgimigli e Carlo Muscetta